# Ken Kwapis
Kenneth William « Ken » Kwapis, né le 17 août 1957 à Belleville, Illinois (États-Unis), est un réalisateur, producteur et scénariste américain.

## Biographie
En 2005, Ken Kwapis dirige le film Quatre filles et un jean.
Kwapis rencontre sa future femme la scénariste Marisa Silver, la fille de Joan Micklin Silver, lors d'une fête en 1986.
En 2013, Kwapis dirige le dernier épisode de la série The office. En effet, Kwapis a dirigé l'épisode pilote de la série en 2005.
En 2012, il collabore encore une fois avec le réalisateur de The Office, Greg Daniels, pour filmer l'épisode pilote de la série Friday Night Dinner sur NBC.
En 2015, il est le directeur exécutif de la première saison de la série Happyish diffusée sur Showtime. Kwapis dirige également quelques épisodes de la série.

## Filmographie

### comme réalisateur
- 1983 : CBS Schoolbreak Special : épisode Revenge of the Nerd (TV)
- 1984 : Summer Switch (TV)
- 1985 : The Beniker Gang
- 1985 : Suivez cet oiseau (Sesame Street Presents: Follow that Bird)
- 1988 : Enquête en tête (Vibes)
- 1991 : Elle et lui (He Said, She Said)
- 1993 : Route 66 (série télévisée)
- 1996 : Dunston : Panique au palace (Dunston Checks In)
- 1997 : L'Éducatrice et le Tyran (The Beautician and the Beast)
- 1998 : La Nouvelle Arche (en) (Noah) de Ken Kwapis (TV)
- 1999 : Border Line (TV)
- 2003 : About a Boy (téléfilm)
- 2005 : Sexual Life
- 2005 : Quatre Filles et un jean (The Sisterhood of the Traveling Pants)
- 2007 : Permis de mariage
- 2009 : Ce que pensent les hommes
- 2012 : Miracle en Alaska (Big Miracle)
- 2015 : Randonneurs amateurs (A walk in the woods)
- 2017 : Santa Clarita Diet (Netflix)
- 2021 : Space Force (Netflix)

### comme producteur
- 2000 : Malcolm (Malcolm in the Middle) (série télévisée)
- 2001 : The Bernie Mac Show (série télévisée)
- 2002 : Ellie dans tous ses états (série télévisée)
- 2003 : About a Boy (téléfilm)
- 2005 : The Office (série télévisée)

### comme scénariste
- 2005 : Sexual Life